# Лю Іцін
Лю Іцін (*劉義慶, 403 —444) — китайський письменник та історик часів династії Лю Сун.

## Життєпис
Походив з імператорського роду Лю. Син Лю Тао, вана (князя) Ліньчуаня. був небожем імператора У-ді. Народився у м.Пенчен (сучасне м.Сучсжоу провінції Цзянсу). Здобув клачисну освіту, замолоду виявив хист до літератури.
У 415—420 роках разом з батьком брав участь у військових діях свого дядько Лю Юя (майбутнього У-ді) до моменту приходу останнього до влади. Державну кар'єру розпочав за імператора Вень-ді у 424 році, протягом 429-432 років займав різні посади при імператорському секретаріаті. У 432 році призначається головою канцелярії при губернаторові провінції Цзінчжоу, У 439 році стає заступником губернатора провінції Янчжоу. У 440 році опинився при імператорському дворі. Свою службу він суміщав із зайняттям історією та літераторною діяльністю. Помер у столиці Цзянькан (частина сучасного Нанкіна) у 444 році від тяжкої хвороби.

## Творчість
До його доробку належать як ґрунтовні історичні розвідки, так й повісті на міфологічну тематику. У своєму творі «Історії темряви і світла» («Ю мін лу») Лю Іцін надає опис фантастичних, вигаданих подій та героїв, оповідає їх стосунки. 
Значущими є «Розповіді про події у світі» («Ши шо» або - у більш пізніх виданнях - «Ши шо сінь юй»), які містять велику кількість коротких записів, розподілених по рубриках: добродійні вчинки, мова, справи правління, література, майстерність, гордість, підозрілість. В них наводяться наводяться історичні прикладані (від часів династії Східна Хань до династії Цзінь). Вони стали доволі популярними у сучасників автора та наступних поколінь.
Вагомим твором є «Біографія стародавніх мудреців», яка складалася з 10 цзюаней, зокрема Юань Шу, Лі Чін. Як знак прихильності увів сюди свого сучасника Бао Чжао.